# تهاني شمروخ
تهاني شمروخ (1972-) هي فنانة تشكيلية فلسطينية، ولدت في عمان لكنها بالأصل من قرية زكريا قضاء الخليل هُجرت عائلتها منها بسبب النكبة عام 1948. حاصلة على البكالوريوس في العلوم من الجامعة الأردنية ودرست الفن في مركز تدريب الفنون الجميلة التابع لوزارة الثقافة الأردنية في الفترة الواقعة بين (1994-1996)، إلتحقت بدورات الحدادة في مبلورن بعد إنتقالها إلى أستراليا عام 2014. حاصلة على جائزة الفن التقويمي في المعرض السنوي من جمعية النحاتين في فيكتوريا بأستراليا عام 2019.

## أسلوبها الفني
أعمالها ذات هوية بصرية وشكلانية خاصة بسبب تأثرها بالقضية الفلسطينية، كما تسعى في أعمالها على تشجيع حرية الأفكار واكتشاف مختلف التكوينات والأشكال ضمن الفضاء ثلاثي الأبعاد والتنوع الغير محدود في الخامات والمواد المستعملة، لتجعل أعمالها جزء من الحياة اليومية للإنسان، كما تبحث حول علاقة الداخل والخارج وما يقدمه الخارج من أحداث متسارعة ومكثفة، وما يترتب عليه من أفكار ومشاعر وخبرات سابقة وحالية كرؤى وخيالات تتحول إلى واقع ملموس.

## معارضها
قدمت العديد من المعارض الجماعية منها:
- معرض "Hreeig island" في ملبورن بأستراليا عام 2021.
- معرض "Victorian artists society spring exhibition" في أستراليا عام 2019.
- كما شاركت في عدة معارض مشتركة في عمان بالأردن خلال الفترة الواقعة بين (1992-1998).